# Беляевка (Мордовия)
Беляевка — упразднённый посёлок в Зубово-Полянском районе Мордовии России. Входил в состав Ачадовского сельского поселения. Исключен из учётных данных в 2007 году.

## География
Располагался на левом берегу реки Бель, в 5 км к юго-востоку от села Ачадово.

## История
Основан после отмены крепостного права переселенцами из села Дубасово.

## Население
| 2002 | 2010 |
| ---- | ---- |
| 3    | ↘0   |

Национальный состав
Согласно результатам Всероссийской переписи населения 2002 года, в национальной структуре населения русские составляли 100 %.